# تايلور ميتشيل
تايلور جوزفين ستيفاني لوسيو (بالإنجليزية: Taylor Mitchell)(27 أغسطس 1990 – 27 أكتوبر 2009)، المعروفة باسمها الفني تايلور ميتشل، كانت مغنية وكاتبة أغانٍ كندية في نمط موسيقى الكانتري والفولك، تنحدر من مدينة تورنتو. أصدرت ألبومها الأول والوحيد بعنوان For Your Consideration، وقد نال تقييمات مشجعة وبُثّت أغانيه عبر محطات إذاعية مختلفة. شمل مشاركتها كمغنية شابة في مهرجان وينيبيغ للفولك بعد صيف حافل بالعروض الموسيقية، بدأت  جولة موسيقية في شرق كندا بعد حصولها على رخصة قيادة وسيارة جديدة.
توفيت تايلور ميتشل عن عمر 19 عامًا متأثرة بجراحها ونزيفها الحاد بعد أن هاجمتها ذئاب برية شرقية (كويوولف – هجينة بين الكويوتي والذئب) أثناء تنزهها على ممر سكايلاين تريل في منتزه كيب بريتون هايلاندز الوطني. تُعد وفاتها الحالة الوحيدة المؤكدة لهجوم قاتل من الكويوتي على شخص بالغ، والأولى من نوعها في كندا على الإطلاق. وقد صدمت الحادثة الخبراء وأدت إلى إعادة تقييم لمستوى الخطر الذي قد تشكّله هذه الحيوانات على البشر.

## وصلات خارجية
- تايلور ميتشيل على موقع IMDb (الإنجليزية)
- تايلور ميتشيل على موقع ميوزك برينز (الإنجليزية)
- تايلور ميتشيل على موقع ديسكوغز (الإنجليزية)